# Eriovixia patulisus
Eriovixia patulisus (Barrion & Litsinger, 1995) è un ragno appartenente alla famiglia Araneidae.

## Etimologia
Il nome della specie deriva dal muso del cefalotorace, punteggiato, cioè patulis in lingua tagalog + il suffisso us.

## Caratteristiche
L'olotipo maschile rinvenuto ha dimensioni: cefalotorace lungo 2,70mm, largo 2,20mm; opistosoma lungo 2,00mm, largo 2,20mm.

## Distribuzione
La specie è stata rinvenuta nelle Filippine: la località filippina è nei pressi di Brooke's Point, nella provincia di Palawan.

## Tassonomia
Al 2014 non sono note sottospecie e dal 1995 non sono stati esaminati nuovi esemplari.